# Малые Выселки (Рязанская область)
Ма́лые Вы́селки — посёлок в Кораблинском районе Рязанской области России, входит в Пустотинское сельское поселение.

## География
Малые Выселки находятся в северо-восточной части Кораблинского района.
Ближайшие населённые пункты
- село Пустотино примыкает с северо-запада;
- деревня Хмелевое в 2 км к юго-востоку по асфальтированной дороге.

Природа
К западу от посёлка протекает река Летогоща, которая отделяет Выселки от села Пустотино.

## История
Вероятно поселок возник не ранее 1929 года, так как в списке 1929 года селений Предтеченской волости (включавшей селения бывшей Пустотинской волости), переходивших в образовывавшийся Кораблинский район, такого селения нет.

## Население
| 2010 |
| ---- |
| 16   |

## Транспорт
Посёлок пересекает автотрасса соединяющая Кораблино и Сапожок.